# Svjetsko prvenstvo u plivanju 2009.
Svjetsko prvenstvo u plivanju 2009. održano je od 17. srpnja do 2. kolovoza 2009. godine u talijanskom gradu Rimu kao jedan od dijelova XIII. svjetskog prvenstva u vodenim sportovima.

## Pojedinačna natjecanja

### Slobodni stil

#### 50 m slobodno
| Mjesto | Država            | Plivač             | Vrijeme (s) |
| ------ | ----------------- | ------------------ | ----------- |
| 1.     | Brazil            | César Cielo Filho  | 21,08       |
| 2.     | Francuska         | Frederick Bousquet | 21,21       |
| 3.     | Francuska         | Amaury Leveaux     | 21,25       |
| 4.     | Hrvatska          | Duje Draganja      | 21,38       |
| 5.     | SAD               | Cullen Jones       | 21,47       |
| 6.     | SAD               | Nathan Adrian      | 21,49       |
| 7.     | Trinidad i Tobago | George Bovell      | 21,51       |
| 8.     | Švedska           | Stefan Nystrand    | 21,53       |

| Mjesto | Država                 | Plivačica         | Vrijeme (s) |
| ------ | ---------------------- | ----------------- | ----------- |
| 1.     | Njemačka               | Britta Steffen    | 23,73 (WR)  |
| 2.     | Švedska                | Therese Alshammar | 23,88       |
| 3.     | Australija             | Cate Campbell     | 23,99       |
| 3.     | Nizozemska             | Marleen Veldhuis  | 23,99       |
| 5.     | Ujedinjeno Kraljevstvo | Francesca Halsall | 24,11       |
| 6.     | Australija             | Lisbeth Trickett  | 24,19       |
| 7.     | SAD                    | Amanda Weir       | 24,23       |
| 8.     | SAD                    | Dara Torres       | 24,48       |

#### 100 m slobodno
| Mjesto | Država    | Plivač             | Vrijeme (s) |
| ------ | --------- | ------------------ | ----------- |
| 1.     | Brazil    | César Cielo Filho  | 46,91 (WR)  |
| 2.     | Francuska | Alain Bernard      | 47,12       |
| 3.     | Francuska | Frédérick Bousquet | 47,25       |
| 4.     | Kanada    | Brent Hayden       | 47,27       |
| 5.     | SAD       | David Walters      | 47,33       |
| 6.     | Švedska   | Stefan Nystrand    | 47,37       |
| 7.     | JAR       | Lyndon Ferns       | 47,94       |
| 8.     | Brazil    | Nicolas Oliveira   | 48,01       |

| Mjesto | Država                 | Plivačica           | Vrijeme (s) |
| ------ | ---------------------- | ------------------- | ----------- |
| 1.     | Njemačka               | Britta Steffen      | 52,07 (WR)  |
| 2.     | Ujedinjeno Kraljevstvo | Francesca Halsall   | 52,87       |
| 3.     | Australija             | Lisbeth Trickett    | 52,93       |
| 4.     | SAD                    | Amanda Weir         | 53,12       |
| 5.     | SAD                    | Dana Vollmer        | 53,30       |
| 6.     | Nizozemska             | Ranomi Kromowidjojo | 53,37       |
| 7.     | Danska                 | Jeanette Ottesen    | 53,70       |
| 8.     | Mađarska               | Evelyn Verrasztó    | 53,92       |

#### 200 m slobodno
| Mjesto | Država     | Plivač                | Vrijeme (min) |
| ------ | ---------- | --------------------- | ------------- |
| 1.     | Njemačka   | Paul Biedermann       | 1:42,00 (WR)  |
| 2.     | SAD        | Michael Phelps        | 1:43,22       |
| 3.     | Rusija     | Danila Isotov         | 1:43,90       |
| 4.     | Japan      | Sho Uchida            | 1:45,24       |
| 5.     | Australija | Kenrick Monk          | 1:45,46       |
| 6.     | JAR        | Jean Basson           | 1:45,67       |
| 7.     | Nizozemska | Sebastiaan Verschuren | 1:46,05       |
| 8.     | Rusija     | Nikita Lobinzev       | 1:46,33       |

| Mjesto | Država                 | Plivačica           | Vrijeme (min) |
| ------ | ---------------------- | ------------------- | ------------- |
| 1.     | Italija                | Federica Pellegrini | 1:52,98 (WR)  |
| 2.     | SAD                    | Allison Schmitt     | 1:54,96       |
| 3.     | SAD                    | Dana Vollmer        | 1:55,64       |
| 4.     | Ujedinjeno Kraljevstvo | Joanne Jackson      | 1:55,88       |
| 5.     | NR Kina                | Yang Yu             | 1:56,28       |
| 6.     | NR Kina                | Pang Jiaying        | 1:56,47       |
| 7.     | Mađarska               | Ágnes Mutina        | 1:56,70       |
| 8.     | Mađarska               | Evelyn Verrasztó    | 1:57,50       |

#### 400 m slobodno
| Mjesto | Država                 | Plivač           | Vrijeme (min) |
| ------ | ---------------------- | ---------------- | ------------- |
| 1.     | Njemačka               | Paul Biedermann  | 3:40,07 WR    |
| 2.     | Tunis                  | Oussama Mellouli | 3:41,11       |
| 3.     | NR Kina                | Lin Zhang        | 3:41,35       |
| 4.     | SAD                    | Peter Vanderkaay | 3:43,20       |
| 5.     | Danska                 | Mads Glæsner     | 3:44,40       |
| 6.     | Mađarska               | Gergő Kis        | 3:46,30       |
| 7.     | Kanada                 | Ryan Cochrane    | 3:46,60       |
| 8.     | Ujedinjeno Kraljevstvo | David Davies     | 3:47,02       |

| Mjesto | Država                 | Plivačica                | Vrijeme (min) |
| ------ | ---------------------- | ------------------------ | ------------- |
| 1.     | Italija                | Federica Pellegrini      | 3:59,15 (WR)  |
| 2.     | Ujedinjeno Kraljevstvo | Joanne Jackson           | 4:00,60       |
| 3.     | Ujedinjeno Kraljevstvo | Rebecca Adlington        | 4:00,79       |
| 5.     | Francuska              | Coralie Balmy            | 4:03,29       |
| 5.     | SAD                    | Allison Schmitt          | 4:03,29       |
| 6.     | Rumunjska              | Camelia Potec            | 4:03,41       |
| 7.     | Francuska              | Ophélie-Cyrielle Étienne | 4:04,54       |
| 8.     | Danska                 | Lotte Friis              | 4:07,62       |

#### 800 m slobodno
| Mjesto | Država                 | Plivač               | Vrijeme (min) |
| ------ | ---------------------- | -------------------- | ------------- |
| 1.     | NR Kina                | Zhang Lin            | 7:32,12 (WR)  |
| 2.     | Tunis                  | Oussama Mellouli     | 7:35,27       |
| 3.     | Kanada                 | Ryan Cochrane        | 7:41,92       |
| 4.     | Italija                | Federico Colbertaldo | 7:43,84 (ER)  |
| 5.     | Ujedinjeno Kraljevstvo | David Davies         | 7:44,32       |
| 6.     | SAD                    | Peter Vanderkaay     | 7:48,44       |
| 7.     | Rusija                 | Jurij Priljukov      | 7:49,46       |
| 7.     | Španjolska             | Marco Rivera         | 7:49,46       |

| Mjesto | Država                 | Plivačica                | Vrijeme (min) |
| ------ | ---------------------- | ------------------------ | ------------- |
| 1.     | Danska                 | Lotte Friis              | 8:15,92       |
| 2.     | Ujedinjeno Kraljevstvo | Joanne Jackson           | 8:16,66       |
| 3.     | Italija                | Alessia Filippi          | 8:17,21       |
| 4.     | Ujedinjeno Kraljevstvo | Rebecca Adlington        | 8:17,90       |
| 5.     | Rumunjska              | Camelia Potec            | 8:20,44       |
| 6.     | Španjolska             | Erika Villaécija         | 8:25,97       |
| 7.     | Francuska              | Ophélie Cyrielle Étienne | 8:26,35       |
| 8.     | JAR                    | Wendy Trott              | 8:29,61       |

#### 1500 m slobodno
| Mjesto | Država                 | Plivač               | Vrijeme (min) |
| ------ | ---------------------- | -------------------- | ------------- |
| 1.     | Tunis                  | Oussama Mellouli     | 14:37,28      |
| 2.     | Kanada                 | Ryan Cochrane        | 14:41,38      |
| 3.     | NR Kina                | Sun Yang             | 14:46,84      |
| 4.     | Italija                | Federico Colbertaldo | 14:48,28      |
| 5.     | NR Kina                | Zhang Lin            | 14:54,23      |
| 6.     | Ujedinjeno Kraljevstvo | David Davies         | 14:57,03      |
| 7.     | Španjolska             | Marco Rivera         | 15:01,92      |
| 8.     | Italija                | Samuel Pizzetti      | 15:19,38      |

| Mjesto | Država     | Plivačica               | Vrijeme (min) |
| ------ | ---------- | ----------------------- | ------------- |
| 1.     | Italija    | Alessia Filippi         | 15:44,93 (ER) |
| 2.     | Danska     | Lotte Friis             | 15:46,30      |
| 3.     | Rumunjska  | Camelia Potec           | 15:55,63      |
| 4.     | Švicarska  | Kristel Kobrich Schimpl | 15:57,57      |
| 5.     | Španjolska | Erika Villaécija        | 16:00,25      |
| 6.     | JAR        | Wendy Trott             | 16:09,22      |
| 7.     | Australija | Melissa Gorman          | 16:09,66      |
| 8.     | SAD        | Chloe Sutton            | 16:16,10      |

### Leđni stil

#### 50 m leđno
| Mjesto | Država                 | Plivač                 | Vrijeme (s) |
| ------ | ---------------------- | ---------------------- | ----------- |
| 1.     | Ujedinjeno Kraljevstvo | Liam Tancock           | 24,04 (WR)  |
| 2.     | Japan                  | Jun’ya Koga            | 24,24       |
| 3.     | JAR                    | Gerhard Zandberg       | 24,34       |
| 4.     | Španjolska             | Aschwin Wildeboer      | 24,57       |
| 5.     | Francuska              | Camille Lacourt        | 24,61       |
| 6.     | Njemačka               | Helge Meeuw            | 24,63       |
| 7.     | Grčka                  | Aristeidis Grigoriadis | 24,87       |
| 8.     | Italija                | Mirco Di Tora          | 25,15       |

| Mjesto | Država      | Plivačica                | Vrijeme (s) |
| ------ | ----------- | ------------------------ | ----------- |
| 1.     | NR Kina     | Zhao Jing                | 27,06 (WR)  |
| 2.     | Njemačka    | Daniela Samulski         | 27,23 (ER)  |
| 3.     | NR Kina     | Gao Chang                | 27,28       |
| 4.     | Rusija      | Anastassija Sujewa       | 27,31       |
| 5.     | Bjelorusija | Aljaksandra Herassimenja | 27,62       |
| 6.     | Australija  | Sophie Edington          | 27,73       |
| 7.     | Australija  | Emily Seebohm            | 27,83       |
| 8.     | Brazil      | Fabiola Molina           | 27,88       |

#### 100 m leđno
| Mjesto | Država                 | Plivač                 | Vrijeme (s) |
| ------ | ---------------------- | ---------------------- | ----------- |
| 1.     | Japan                  | Jun’ya Koga            | 52,26       |
| 2.     | Njemačka               | Helge Meeuw            | 52,54       |
| 3.     | Španjolska             | Aschwin Wildeboer      | 52,64       |
| 4.     | Japan                  | Ryosuke Irie           | 52,73       |
| 4.     | Ujedinjeno Kraljevstvo | Liam Tancock           | 52,73       |
| 6.     | Rusija                 | Arkadij Vjačanin       | 52,87       |
| 7.     | SAD                    | Mattew Grevers         | 53,14       |
| 8.     | Grčka                  | Aristeidis Grigoriadis | 53,43       |

| Mjesto | Država                 | Plivačica          | Vrijeme (s) |
| ------ | ---------------------- | ------------------ | ----------- |
| 1.     | Ujedinjeno Kraljevstvo | Gemma Spofforth    | 58,12 (WR)  |
| 2.     | Rusija                 | Anastassija Sujewa | 58,18       |
| 3.     | Australija             | Emily Seebohm      | 58,88       |
| 4.     | Japan                  | Shiho Sakai        | 59,14       |
| 5.     | NR Kina                | Zhao Jing          | 59,28       |
| 6.     | SAD                    | Hayley McGregory   | 59,42       |
| 7.     | Ujedinjeno Kraljevstvo | Elizabeth Simmonds | 59,71       |
| 8.     | Zimbabve               | Kirsty Coventry    | 59,74       |

#### 200 m leđno
| Mjesto | Država     | Plivač                  | Vrijeme (min) |
| ------ | ---------- | ----------------------- | ------------- |
| 1.     | SAD        | Aaron Peirsol           | 1:51,92 (WR)  |
| 2.     | Japan      | Ryosuke Irie            | 1:52,51       |
| 3.     | SAD        | Ryan Lochte             | 1:53,82       |
| 4.     | Rusija     | Arkadij Vjatčanin       | 1:54,75 (ER)  |
| 5.     | Španjolska | Aschwin Wildeboer Faber | 1:54,92       |
| 6.     | Rusija     | Stanislav Donez         | 1:55,36       |
| 7.     | Poljska    | Radosław Kawęcki        | 1:55,60       |
| 8.     | JAR        | George Du Rand          | 1:56,63       |

| Mjesto | Država                 | Plivačica          | Vrijeme (min) |
| ------ | ---------------------- | ------------------ | ------------- |
| 1.     | Zimbabve               | Kirsty Coventry    | 2:04,81 (WR)  |
| 2.     | Rusija                 | Anastassija Sujewa | 2:04,94 (ER)  |
| 3.     | SAD                    | Elizabeth Beisel   | 2:06,39       |
| 4.     | Ujedinjeno Kraljevstvo | Gemma Spofforth    | 2:06,66       |
| 5.     | Ujedinjeno Kraljevstvo | Elizabeth Simmonds | 2:07,98       |
| 6.     | SAD                    | Elizabeth Pelton   | 2:08,04       |
| 7.     | Francuska              | Alexianne Castel   | 2:08,13       |
| 8.     | Japan                  | Aya Terakawa       | 2:08,89       |

### Prsni stil

#### 50 m prsno
| Mjesto | Država     | Plivač                | Vrijeme (s) |
| ------ | ---------- | --------------------- | ----------- |
| 1.     | JAR        | Cameron van der Burgh | 26,67 (WR)  |
| 2.     | Brazil     | Felipe Franca Silva   | 26,76       |
| 3.     | SAD        | Mark Gangloff         | 26,86       |
| 4.     | Australija | Brenton Rickard       | 26,95 (ER)  |
| 4.     | Njemačka   | Hendrik Feldwehr      | 26,95 (ER)  |
| 6.     | Slovenija  | Matjaž Markič         | 27,10       |
| 7.     | Brazil     | João Gomes            | 27,31       |
| 7.     | Slovenija  | Emil Tahirović        | 27,31       |

| Mjesto | Država     | Plivačica       | Vrijeme (s) |
| ------ | ---------- | --------------- | ----------- |
| 1.     | Rusija     | Julija Jefimowa | 30,09 (ER)  |
| 2.     | SAD        | Rebecca Soni    | 30,11       |
| 3.     | Australija | Sarah Katsoulis | 30,16       |
| 4.     | Nizozemska | Moniek Nijhuis  | 30,46       |
| 5.     | Kanada     | Annamay Pierse  | 30,53       |
| 6.     | SAD        | Kasey Carlson   | 30,65       |
| 7.     | Kanada     | Amanda Reason   | 30,67       |
| 8.     | Australija | Tarnee White    | 30,91       |

#### 100 m prsno
| Mjesto | Država     | Plivač                | Vrijeme (s) |
| ------ | ---------- | --------------------- | ----------- |
| 1.     | Australija | Brenton Rickard       | 58,58 (WR)  |
| 2.     | Francuska  | Hugues Duboscq        | 58,64 (ER)  |
| 3.     | JAR        | Cameron van der Burgh | 58,95       |
| 4.     | SAD        | Eric Shanteau         | 58,98       |
| 5.     | Ukrajina   | Ihor Boryssyk         | 59,23       |
| 6.     | Litva}     | Giedrius Titenis      | 59,27       |
| 7.     | Njemačka   | Hendrik Feldwehr      | 59,33       |
| 8.     | Brazil     | Henrique Barbosa      | 59,54       |

| Mjesto | Država     | Plivačica             | Vrijeme (min) |
| ------ | ---------- | --------------------- | ------------- |
| 1.     | SAD        | Rebecca Soni          | 1:04,93       |
| 2.     | Rusija     | Julija Jefimowa       | 1:05,41 (ER)  |
| 3.     | SAD        | Kasey Carlson         | 1:05,75       |
| 4.     | Australija | Sarah Katsoulis       | 1:05,86       |
| 5.     | Kanada     | Annamay Pierse        | 1:06,37       |
| 6.     | Danska     | Rikke Møller-Pedersen | 1:06,38       |
| 7.     | Austrija   | Mirna Jukić           | 1:06,75       |
| 8.     | Njemačka   | Sarah Poewe           | 1:07,01       |

#### 200 m prsno
| Mjesto | Država     | Plivač             | Vrijeme (min) |
| ------ | ---------- | ------------------ | ------------- |
| 1.     | Mađarska   | Dániel Gyurta      | 2:07,64 (ER)  |
| 2.     | SAD        | Eric Shanteau      | 2:07,65       |
| 3.     | Australija | Christian Sprenger | 2:07,80       |
| 3.     | Litva      | Giedrius Titenis   | 2:07,80       |
| 5.     | Australija | Brenton Rickard    | 2:08,23       |
| 6.     | Italija    | Edoardo Giorgetti  | 2:08,86       |
| 7.     | Brazil     | Henrique Barbosa   | 2:09,35       |
| 8.     | Italija    | Loris Facci        | 2:10,26       |

| Mjesto | Država   | Plivačica      | Vrijeme (min) |
| ------ | -------- | -------------- | ------------- |
| 1.     | Srbija   | Nadja Higl     | 2:21,62 (ER)  |
| 2.     | Kanada   | Annamay Pierse | 2:21,84       |
| 3.     | Austrija | Mirna Jukić    | 2:21,97       |
| 4.     | SAD      | Rebecca Soni   | 2:22,15       |
| 5.     | Japan    | Rie Kaneto     | 2:23,03       |
| 6.     | Japan    | Nanaka Tamura  | 2:23,12       |
| 7.     | Kanada   | Martha McCabe  | 2:23,36       |
| 8.     | Švedska  | Joline Hostman | 2:23,62       |

### Leptir stil

#### 50 m leptir
| Mjesto | Država     | Plivač             | Vrijeme    |
| ------ | ---------- | ------------------ | ---------- |
| 1.     | Srbija     | Milorad Čavić      | 22,67 (CR) |
| 2.     | Australija | Matthew Targett    | 22,73      |
| 3.     | Španjolska | Rafael Muñoz Pérez | 22,88      |
| 4.     | Danska     | Jakob Andkjær      | 22,93      |
| 5.     | Brazil     | Nicholas Santos    | 23,00      |
| 6.     | Kenija     | Jason Dunford      | 23,04      |
| 7.     | Venezuela  | Albert Subirats    | 23,07      |
| 8.     | Hrvatska   | Duje Draganja      | 23,10      |

| Mjesto | Država     | Plivačica         | Vrijeme (s) |
| ------ | ---------- | ----------------- | ----------- |
| 1.     | Australija | Marieke Guehrer   | 25,48       |
| 2.     | NR Kina    | Zhou Yafei        | 25,57       |
| 3.     | Norveška   | Ingvild Snildal   | 25,58       |
| 4.     | Švedska    | Therese Alshammar | 25,59       |
| 5.     | Nizozemska | Marleen Veldhuis  | 25,63       |
| 6.     | Švedska    | Sarah Sjöström    | 25,66       |
| 7.     | Francuska  | Diane Bui Duyet   | 25,92       |
| 8.     | Brazil     | Daynara de Paula  | 26,12       |

#### 100 m leptir
| Mjesto | Država     | Plivač             | Vrijeme    |
| ------ | ---------- | ------------------ | ---------- |
| 1.     | SAD        | Michael Phelps     | 49,82 (WR) |
| 2.     | Srbija     | Milorad Čavić      | 49,95 (ER) |
| 3.     | Španjolska | Rafael Muñoz Pérez | 50,41      |
| 4.     | Venezuela  | Albert Subirats    | 50,79      |
| 5.     | Australija | Andrew Lauterstein | 50,85      |
| 6.     | Kenija     | Jason Dunford      | 51,07      |
| 7.     | SAD        | Tyler McGill       | 51,42      |
| 8.     | Brazil     | Gabriel Mangabeira | 51,74      |

| Mjesto | Država     | Plivačica         | Vrijeme (s) |
| ------ | ---------- | ----------------- | ----------- |
| 1.     | Švedska    | Sarah Sjöström    | 56,06 (WR)  |
| 2.     | Australija | Jessicah Schipper | 56,23       |
| 3.     | NR Kina    | Jiao Liuyang      | 56,86       |
| 4.     | Francuska  | Aurore Mongel     | 56,89       |
| 5.     | Brazil     | Gabriella Silva   | 56,94       |
| 5.     | SAD        | Dana Vollmer      | 56,94       |
| 7.     | Norveška   | Ingvild Snildal   | 56,96       |
| 8.     | Nizozemska | Marleen Veldhuis  | 57,79       |

#### 200 m leptir
| Mjesto | Država                 | Plivač             | Vrijeme (min) |
| ------ | ---------------------- | ------------------ | ------------- |
| 1.     | SAD                    | Michael Phelps     | 1:51,51 (WR)  |
| 2.     | Poljska                | Paweł Korzeniowski | 1:53,23       |
| 3.     | Japan                  | Takeshi Matsuda    | 1:53,32       |
| 4.     | Brazil                 | Kaio de Almeida    | 1:54,27       |
| 5.     | SAD                    | Scott Tyler Clary  | 1:54,45       |
| 6.     | Austrija               | Dinko Jukić        | 1:55,08       |
| 7.     | JAR                    | Sebastien Rousseau | 1:55,43       |
| 7.     | Ujedinjeno Kraljevstvo | Michael Rock       | 1:55,43       |

| Mjesto | Država     | Plivačica         | Vrijeme (min) |
| ------ | ---------- | ----------------- | ------------- |
| 1.     | Australija | Jessicah Schipper | 2:03,41 (WR)  |
| 2.     | NR Kina    | Liu Zige          | 2:03,90       |
| 3.     | Mađarska   | Katinka Hosszú    | 2:04,28 (ER)  |
| 4.     | SAD        | Mary Descenza     | 2:04,41       |
| 5.     | NR Kina    | Jiao Liuyang      | 2:04,50       |
| 6.     | Francuska  | Aurore Mongel     | 2:05,48       |
| 7.     | Kanada     | Audrey Lacroix    | 2:05,95       |
| 8.     | Australija | Samantha Hamill   | 2:06,11       |

### Mješovito

#### 200 m mješovito
| Mjesto | Država                 | Plivač         | Vrijeme (min) |
| ------ | ---------------------- | -------------- | ------------- |
| 1.     | SAD                    | Ryan Lochte    | 1:54,10 (WR)  |
| 2.     | Mađarska               | László Cseh    | 1:55,24       |
| 3.     | SAD                    | Eric Shanteau  | 1:55,36       |
| 4.     | Brazil                 | Thiago Pereira | 1:55,55       |
| 5.     | Australija             | Leith Brodie   | 1:56,69       |
| 6.     | Ujedinjeno Kraljevstvo | James Goddard  | 1:57,93       |
| 7.     | Japan                  | Ken Takakuwa   | 1:58,02       |
| 8.     | Mađarska               | Gergő Kis      | 1:59,32       |

| Mjesto | Država                 | Plivačica           | Vrijeme (min) |
| ------ | ---------------------- | ------------------- | ------------- |
| 1.     | SAD                    | Ariana Kukors       | 2:06,15 (WR)  |
| 2.     | Australija             | Stephanie Rice      | 2:07,03       |
| 3.     | Mađarska               | Katinka Hosszú      | 2:07,46 (ER)  |
| 4.     | Zimbabve               | Kirsty Coventry     | 2:08,94       |
| 5.     | Danska                 | Julie Hjorth-Hansen | 2:09,73       |
| 6.     | Ujedinjeno Kraljevstvo | Hannah Miley        | 2:09,91       |
| 7.     | Mađarska               | Evelyn Verrasztó    | 2:09,98       |
| 8.     | Francuska              | Camille Muffat      | 2:10,85       |

#### 400 m mješovito
| Mjesto | Država                 | Plivač            | Vrijeme (min) |
| ------ | ---------------------- | ----------------- | ------------- |
| 1.     | SAD                    | Ryan Lochte       | 4:07,01       |
| 2.     | SAD                    | Scott Tyler Clary | 4:07,31       |
| 3.     | Mađarska               | László Cseh       | 4:07,37       |
| 4.     | Brazil                 | Thiago Pereira    | 4:08,86       |
| 5.     | Mađarska               | Gergő Kis         | 4:10,40       |
| 6.     | Izrael                 | Gal Nevo          | 4:12,33       |
| 7.     | Italija                | Luca Marin        | 4:13,63       |
| 7.     | Ujedinjeno Kraljevstvo | Thomas Haffield   | 4:13,63       |

| Mjesto | Država                 | Plivačica         | Vrijeme (min) |
| ------ | ---------------------- | ----------------- | ------------- |
| 1.     | Mađarska               | Katinka Hosszú    | 4:30,31 (ER)  |
| 2.     | Zimbabve               | Kirsty Coventry   | 4:32,12       |
| 3.     | Australija             | Stephanie Rice    | 4:32,29       |
| 4.     | Ujedinjeno Kraljevstvo | Hannah Miley      | 4:32,72       |
| 5.     | SAD                    | Elizabeth Beisel  | 4:34,90       |
| 6.     | SAD                    | Julia Smit        | 4:35,33       |
| 7.     | Mađarska               | Zsuzsanna Jakabos | 4:37,85       |
| 8.     | Kanada                 | Tanya Hunks       | 4:38,15       |

## Štafetna natjecanja

### 4x100 m slobodno
| Mjesto | Država                 | Plivači                                                                    | Vrijeme (min) |
| ------ | ---------------------- | -------------------------------------------------------------------------- | ------------- |
| 1.     | SAD                    | - Michael Phelps - Ryan Lochte - Matthew Grevers - Nathan Adrian           | 3:09,21 (CR)  |
| 2.     | Rusija                 | - Jevgenij Lagunov - Andrej Grečin - Danila Isotov - Alexander Sukorukov   | 3:09,52       |
| 3.     | Francuska              | - Fabien Gilot - Alain Bernard - Grégory Mallet - Frédérick Bousquet       | 3:09,89       |
| 4.     | Brazil                 | - César Cielo Filho - Nicolas Oliveira - Guilherme Santos - Fernando Silva | 3:10,80       |
| 5.     | Italija                | - Alessandro Calvi - Christian Galenda - Marco Orsi - Filippo Magnini      | 3:11,93       |
| 5.     | JAR                    | - Lyndon Ferns - Graeme Moore - Darian Townsend - Roland Schoeman          | 3:11,93       |
| 7.     | Ujedinjeno Kraljevstvo | - Adam Brown - Simon Burnett - Liam Tancock - Ross Davenport               | 3:12,09       |
| 8.     | Australija             | - Matthew Abood - Matthew Targett - Andrew Lauterstein - Tommaso D'Orsogna | 3:12,40       |

| Mjesto | Država                 | Plivačice                                                                    | Vrijeme      |
| ------ | ---------------------- | ---------------------------------------------------------------------------- | ------------ |
| 1.     | Nizozemska             | - Inge Dekker - Ranomi Kromowidjojo - Femke Heemskerk - Marleen Veldhuis     | 3:31,72 (WR) |
| 2.     | Njemačka               | - Britta Steffen - Daniela Samulski - Petra Dallmann - Daniela Schreiber     | 3:31,82      |
| 3.     | Australija             | - Lisbeth Trickett - Marieke Guehrer - Shayne Reese - Felicity Galvez        | 3:33,01      |
| 4.     | SAD                    | - Amanda Weir - Dara Torres - Christine Magnuson - Dana Vollmer              | 3:35,23      |
| 5.     | Švedska                | - Therese Alshammar - Josefin Lillhage - Sarah Sjöström - Gabriella Fagundez | 3:35,35      |
| 6.     | NR Kina                | - Li Zhesi - Zhu Qian Wei - Tang Yi - Pang Jiaying                           | 3:35,63      |
| 7.     | Ujedinjeno Kraljevstvo | - Francesca Halsall - Caitlin McClatchey - Katherine Wyld - Amy Smith        | 3:36,99      |
| 8.     | Mađarska               | - Eszter Dara - Evelyn Verrasztó - Ágnes Mutina - Katinka Hosszú             | 3:39,53      |

### 4x200 m slobodno
| Mjesto | Država                 | Plivači                                                                         | Vrijeme (min) |
| ------ | ---------------------- | ------------------------------------------------------------------------------- | ------------- |
| 1.     | SAD                    | - Michael Phelps - Ricky Berens - David Walters - Ryan Lochte                   | 6:58,55 (WR)  |
| 2.     | Rusija                 | - Nikita Lobinzev - Michail Polischtschuk - Danila Isotov - Alexander Sukorukov | 6:59,15 (ER)  |
| 3.     | Australija             | - Kenrick Monk - Robert Hurley - Tommaso D'Orsogna - Patrick Murphy             | 7:01,65       |
| 4.     | Japan                  | - Sho Uchida - Yoshihiro Okamura - Shogo Hihara - Takeshi Matsuda               | 7:02,26       |
| 5.     | Njemačka               | - Paul Biedermann - Felix Wolf - Yannick Lebherz - Clemens Rapp                 | 7:03,19       |
| 6.     | Italija                | - Emiliano Brembilla - Gianluca Maglia - Marco Belotti - Filippo Magnini        | 7:03,48       |
| 7.     | Ujedinjeno Kraljevstvo | - Robert Renwick - Robert Bale - David Carry - Ross Davenport                   | 7:05,67       |
| 8.     | JAR                    | - Jean Basson - Darian Townsend - Jan Albert Venter - Sebastien Rousseau        | 7:08,51       |

| Mjesto | Država                 | Plivačice                                                                   | Vrijeme (min) |
| ------ | ---------------------- | --------------------------------------------------------------------------- | ------------- |
| 1.     | NR Kina                | - Yang Yu - Zhu Qian Wei - Liu Jing - Pang Jiaying                          | 7:42,08 (WR)  |
| 2.     | SAD                    | - Dana Vollmer - Lacey Nymeyer - Ariana Kukors - Allison Schmitt            | 7:42,56       |
| 3.     | Ujedinjeno Kraljevstvo | - Joanne Jackson - Jazmin Carlin - Caitlin McClatchey - Rebecca Adlington   | 7:45,51 (ER)  |
| 4.     | Italija                | - Renata Spagnolo - Alessia Filippi - Alice Carpanese - Federica Pellegrini | 7:46,57       |
| 5.     | Australija             | - Ellen Fullerton - Stephanie Rice - Merindah Dingjan - Bronte Barratt      | 7:46,85       |
| 6.     | Mađarska               | - Ágnes Mutina - Evelyn Verrasztó - Eszter Dara - Katinka Hosszú            | 7:48,04       |
| 7.     | Francuska              | - Coralie Balmy - Ophélie-Cyrielle Étienne - Sophie Huber - Camille Muffat  | 7:48,44       |
| 8.     | Kanada                 | - Genevieve Saumur - Julia Wilkinson - Alexandra Gabor - Heather MacLean    | 7:49,14       |

### 4x100 m mješovito
| Mjesto | Država                 | Plivači                                                                       | Vrijeme (min) |
| ------ | ---------------------- | ----------------------------------------------------------------------------- | ------------- |
| 1.     | SAD                    | - Aaron Peirsol - Eric Shanteau - Michael Phelps - David Walters              | 3:27,28 (WR)  |
| 2.     | Njemačka               | - Helge Meeuw - Hendrik Feldwehr - Benjamin Starke - Paul Biedermann          | 3:28,58 (ER)  |
| 3.     | Australija             | - Ashley Delaney - Brenton Rickard - Andrew Lauterstein - Matthew Targett     | 3:28,64       |
| 4.     | Brazil                 | - Guilherme Guido - Henrique Barbosa - Gabriel Mangabeira - César Cielo Filho | 3:29,16       |
| 5.     | Francuska              | - Jérémy Stravius - Hugues Duboscq - Clément Lefert - Alain Bernard           | 3:29,73       |
| 6.     | Rusija                 | - Arkadij Vjatčanin - Grigori Falko - Jevgenij Korotškin - Andrej Grečin      | 3:30,60       |
| 7.     | Japan                  | - Jun’ya Koga - Ryo Tateishi - Takuro Fujii - Rammaru Harada                  | 3:30,91       |
| DSQ    | Ujedinjeno Kraljevstvo | - Liam Tancock - James Gibson - Michael Rock - Simon Burnett                  |               |

| Mjesto | Država                 | Plivačice                                                                   | Vrijeme (min) |
| ------ | ---------------------- | --------------------------------------------------------------------------- | ------------- |
| 1.     | NR Kina                | - Zhao Jing - Chen Huijia - Jiao Liuyang - Li Zhesi                         | 3:52,19 (WR)  |
| 2.     | Australija             | - Emily Seebohm - Sarah Katsoulis - Jessicah Schipper - Lisbeth Trickett    | 3:52,58       |
| 3.     | Njemačka               | - Daniela Samulski - Sarah Poewe - Annika Mehlhorn - Britta Steffen         | 3:55,79 (ER)  |
| 4.     | Ujedinjeno Kraljevstvo | - Gemma Spofforth - Lowri Tynan - Ellen Gandy - Francesca Halsall           | 3:57,03       |
| 5.     | Nizozemska             | - Femke Heemskerk - Lia Dekker - Inge Dekker - Ranomi Kromiwidjojo          | 3:57,31       |
| 6.     | Kanada                 | - Julia Wilkinson - Annamay Pierse - Audrey Lacroix - Victoria Poon         | 3:57,87       |
| 7.     | Japan                  | - Shiho Sakai - Nanaka Tamura - Yuka Kato - Haruka Ueda                     | 3:57,93       |
| 8.     | Brazil                 | - Fabiola Molina - Carolina Mussi - Gabriella Silva - Tatiana Lemos-Barbosa | 3:58,83       |